# Nesoperla fulvescens
Nesoperla fulvescens is een steenvlieg uit de familie Gripopterygidae. De wetenschappelijke naam van de soort is als Leptoperla fulvescens voor het eerst geldig gepubliceerd in 1910 door Hare.